# Vivantia
Vivantia is een monotypisch geslacht van schimmels dat behoort tot de familie Graphostromataceae. Het bevat alleen Vivantia guadalupensis.